# Station Douai
Station Douai is een spoorwegstation in de Franse gemeente Douai.